# Cathy Krier

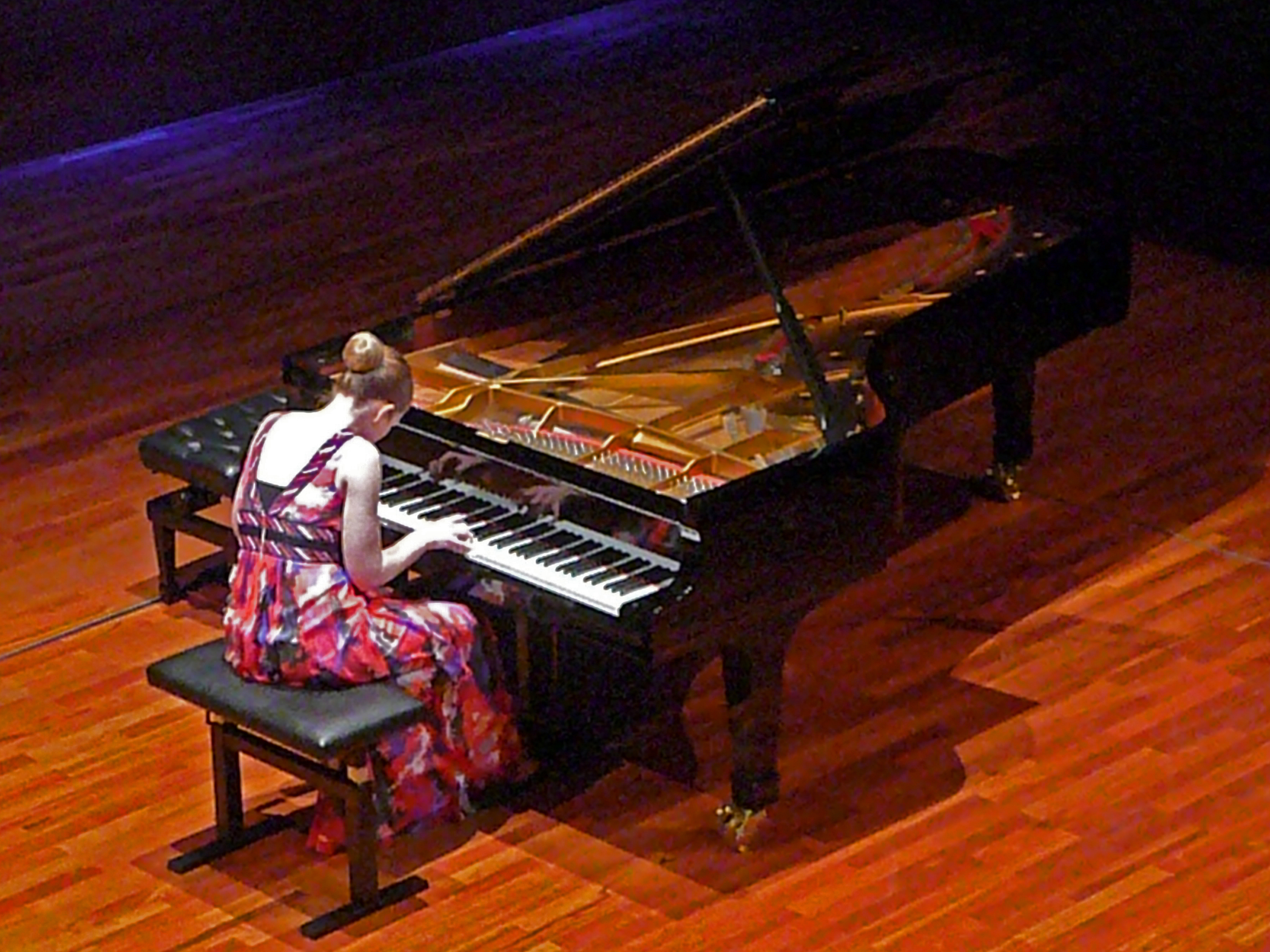
Cathy Krier, 2010

Cathy Krier (* 17. Januar 1985 in Luxemburg) ist eine luxemburgische Konzertpianistin.

## Kinder- und Jugendzeit
Cathy Krier ist am 17. Januar 1985 in der Stadt Luxemburg geboren. Bereits im Alter von fünf Jahren begann sie ihr Klavierstudium am Konservatorium der Stadt Luxemburg. Beide Eltern sind sehr Musik affin, der Vater Geiger, die Mutter Pianistin und Cathy übt sich schon mit drei Jahren an der Geige.
Ab 1999 gehört sie der Meisterklasse von Pavel Gililov an der Hochschule für Musik und Tanz Köln an. Im Jahr 2000 spielte sie Beethovens 4. Klavierkonzert mit dem Latvian Philharmonic Chamber Orchestra unter der Leitung von Carlo Jans ein. 2006 nahm sie eine Einladung zur Meisterklasse von Prof. Robert Levin an und trat beim Klavier-Festival Ruhr auf.
Weitere Meisterkurse unter anderem bei Dominique Merlet und Andrea Lucchesini, bei dem sie ihre Studien an der Scuola di musica di Fiesole fortgesetzt und erfolgreich abgeschlossen hat, folgten. Weiterhin hat sie eine Einladung an die Académie musicale de Villecroze mit Dominique Merlet angenommen.

## Auftritte und Konzerttätigkeit
Zur Eröffnung der Philharmonie Luxembourg im Jahr 2005 spielte Cathy Krier gemeinsam mit dem Pianisten Cyprien Katsaris die von Clara Schumann angefertigte Fassung des Klavier-Quintetts von Robert Schumann für Klavier zu vier Händen. 2007 beteiligte sie sich an der feierlichen Eröffnung des Kulturjahres in Luxemburg. Sie tritt in ihrem Heimatland regelmäßig im Rahmen des Festival International Echternach, des Festival de Bourglinster und des Festival Musek am Syrdall auf.
Ihre internationale Konzerttätigkeit führte Cathy Krier sowohl in die Vereinigten Staaten (Millennium Stage des Kennedy Center Washington) als auch in die Niederlande, wo sie auf Einladung der Stiftung Euriade in der Abtei Rolduc konzertierte. Weitere Konzerte gab sie in Österreich, Deutschland, Lettland, Spanien, Andorra, Italien, Frankreich und Belgien. Es folgten Einladungen zum Festival Sommerclassics und zu Pianoplus in Bonn sowie Klavierabende im Museum K20/K21 Düsseldorf, im Luxemburger Haus in Berlin, im Grand Théâtre der Stadt Luxemburg u. v. a. In den Jahren 2012 und 2013 konzertierte sie u. a. beim Liepaja Piano Stars Festival, beim Midi-Minimes Festival in Brüssel, dem Sint-Peter Festival in Louvain, dem Festival Spaziomusica in Cagliari, auf Schloss Elmau, beim Festival d’Hôtel d’Albret, beim Leipziger Klaviersommer sowie im Mendelssohn-Haus. Darüber hinaus war sie Artist in Residence der Stiftung Biermans-Lapôtre Paris und absolvierte eine China-Tournee. In der Saison 2013/14 standen und stehen u. a. Konzerte im Théâtre des Bouffes du Nord in Paris, in der Philharmonie Luxembourg, bei der Körber-Stiftung in Hamburg, beim Festival International Echternach, beim Festival Nuits d’été à Pausilippe in Neapel und beim Festival 1001 notes in Limoges auf dem Programm, dazu kommen mehrere Konzerte mit dem Philharmonischen Streichquintett Berlin sowie eine Tournee durch Kolumbien.
Neben ihren Klavierabenden tritt Cathy Krier als Solistin mit verschiedenen Orchestern auf, so unter anderem mit dem Orchestre Philharmonique du Luxembourg, den Solistes Européens Luxembourg, L’Estro Armonico, Latvian Philharmonic Chamber Orchestra und dem Liepaja Symphony Amber Sound Orchestra unter Leitung von Dirigenten wie Bramwell Tovey, Garry Walker, Pierre Cao, Yoon K. Lee und Atvars Lakstigala.

## Aufnahmen
2008 erschien die erste CD von Cathy Krier mit Solowerken von Scarlatti, Haydn, Chopin, Dutilleux und Müllenbach. Ihre Einspielung des Klavierwerks des tschechischen Komponisten Leoš Janáček, 2013 beim Label CAvi-music erschienen, wurde von der internationalen Presse für ihren Klangreichtum und ihre Originalität gelobt und unter anderem mit dem «Coup de cœur» von France Musique und dem «Pianiste maestro» des französischen Magazins Pianiste ausgezeichnet. Eine weitere CD mit den Pièces de Clavecin von Jean-Philippe Rameau und der Musica ricercata von György Ligeti ist im Sommer 2014 erschienen.

## Preise und Auszeichnungen
Cathy Krier ist Preisträgerin mehrerer Wettbewerbe und Stipendien. 2003 verliehen ihr die Jeunesses Musicales du Luxembourg den Prix Norbert Stelmes. Ein Jahr später erhielt sie den Preis der Stiftung IKB International.
Die Philharmonie Luxembourg nominierte die junge luxemburgische Pianistin in der Saison 2015/2016 für die Reihe Rising Stars der European Concert Hall Organisation (ECHO).  ECHO ist eine Vereinigung von 21 Konzerthäusern in Europa, die 1995 die Serie Rising Stars ins Leben gerufen haben, um jungen talentierten Musikern Zugang zu den großen Bühnen Europas zu ermöglichen. In der Saison 2015/16 trat Cathy Krier in rund 20 europäischen Konzerthäusern auf und stellte dort auch unter anderem Wolfgang Rihms Toccata capricciosa vor, ein für Krier komponiertes Auftragswerk der ECHO.

## Persönlichkeit
Die Musik von Rihm, der nicht nur Komponist, sondern auch Musikschriftsteller ist, kommt der musikalischen Persönlichkeit von Cathy Krier sehr entgegen. Rihm vertritt eine Ästhetik, die das subjektive Ausdrucksbedürfnis in den Mittelpunkt stellt. Krier bezeichnet sich selbst als neugierig, wissbegierig und offen für neue Konzepte in der klassischen Musik.